# Integrierte Produktpolitik
Die Integrierte Produktpolitik (IPP) hat das Ziel, die Umweltauswirkungen eines Produktes in sämtlichen Lebensphasen des Produktes von der Entwicklung über die Gewinnung der Rohstoffe bis zur Entsorgung zu erfassen und zu minimieren. Damit soll verhindert werden, dass Umweltmaßnahmen an einer Stelle des Lebensweges eines Produktes nur zur Verlagerung negativer Umweltauswirkungen auf eine andere Phase führen.
Ein wesentlicher Bestandteil der IPP ist neben der Erfassung sämtlicher Phasen im Leben eines Produktes die Berücksichtigung der Auswirkung auf die Gesamtheit der Umweltmedien Boden, Wasser und Luft. Dazu sollen alle an der Wertschöpfungskette eines Produktes beteiligten Akteure kooperieren und ihre jeweilige Verantwortung für ihre Phase des Produktlebenszyklus wahrnehmen. Dabei steht die Einigung auf freiwillige und ökonomische Instrumente im Vordergrund, ordnungsrechtliche Maßnahmen sind nur eine Ergänzung. Eine besondere Bedeutung kommt auch der Information der Verbraucher zu, z. B. durch Umweltzeichen wie den Blauen Engel. Schließlich verfolgt die IPP auch das Ziel, politikfeldübergreifend nicht reine Umweltpolitik zu betreiben, sondern die vor dem Hintergrund der IPP getroffenen Maßnahmen mit z. B. den Feldern der Gesundheitspolitik, Wirtschaftspolitik oder Finanzpolitik abzustimmen.
Von einer konsequenten Anwendung der IPP bei allen Produkten wird eine langfristige Verbesserung der Umweltauswirkungen der gesamten Tätigkeit einer Volkswirtschaft erwartet.

## Integrierte Produktpolitik in der Europäischen Union
Am 7. Februar 2001 legte die Europäische Kommission ihr Grünbuch zur Integrierten Produktpolitik vor. Darin betont die Kommission neben der prinzipiellen ökologischen Gestaltung der Produkte die besondere Bedeutung der Preisbildung und der kritischen Wahl des Verbrauchers. Hinsichtlich der Preisbildung merkt die Kommission an, dass alle Marktpreise für Produkte den realen Umweltkosten entsprechen sollten und schlägt daher differenzierte Steuersätze gemäß den ökologischen Merkmalen der Produkte vor. Hinsichtlich der kritischen Wahl des Verbrauchers geht die Kommission davon aus, „dass die Erziehung der Verbraucher (einschließlich der Kinder) und Unternehmen ein wichtiges Mittel ist, um die Nachfrage nach umweltgerechten Produkten zu steigern und für einen umweltfreundlicheren Verbrauch zu sorgen.“ Dazu sollen Maßnahmen wie das europäische Umweltzeichen oder die vorbildliche Anwendung des Öko-Audit auch für die öffentliche Ebene beitragen.
Am 18. Juni 2003 legte die Europäische Kommission ein auf dem Grünbuch aufbauendes Weißbuch „Integrierte Produktpolitik - Auf den ökologischen Lebenszyklus-Ansatz aufbauen“ ([KOM (2003) 302 endg.)] vor, in der sie Instrumente und Maßnahmen zur Umsetzung der IPP darstellt.
Kritik an den Maßnahmen der IPP durch die Europäische Kommission von Seiten der Umweltbewegung zielt vor allem auf das Fehlen jeglicher konkreten Festlegung, welche Umweltziele bis zu welchem Zeitpunkt durch die IPP erreicht werden sollen. Der Bundesverband der Deutschen Industrie kritisiert dagegen die mangelnde Berücksichtigung bereits praktizierter IPP in den Unternehmen und warnt vor einer „Verlagerung der staatlichen und gesellschaftlichen Verantwortung allein auf die Produzenten“.